# C·C·利特尔
克拉伦斯·库克·利特尔（英語：Clarence Cook Little，1888年10月6日—1971年12月22日）是一名美国遗传学家，研究癌症和烟叶，担任过缅因大学和密歇根大学校长。